# Викрадена принцеса: Руслан і Людмила
«Викрадена принцеса: Руслан і Людмила» — український 3D-анімаційний фільм-фентезі, режисера Олега Маламужа, за мотивами казки російського поета Олександра Пушкіна «Руслан і Людмила». Фільм розповідає про мандрівного артиста Руслана, який рятує викрадену злим чарівником Чорномором принцесу Мілу.
Прем'єра стрічки в Україні відбулася 7 березня 2018 року.

## Синопсис
Ця дивовижна історія трапилась у чарівному місті Києві — за часів відважних воїнів, прекрасних принцес і могутніх чаклунів. Мандрівний артист Руслан, який мріє стати лицарем, зустрів прекрасну Мілу і закохався в неї, навіть не підозрюючи, що дівчина — донька київського князя. Але щастю закоханих не судилося тривати вічно: злий чаклун Чорномор з'явився в магічному вихорі і на очах Руслана викрав кохану, прагнучи перетворити силу її кохання на власну чаклунську могутність. Не роздумуючи, Руслан рушив у погоню за вкраденою принцесою, щоб, здолавши всі перешкоди та небезпеки на своєму шляху, довести, що справжня любов — сильніша за магію.

## У ролях
В оригіналі англійською персонажів озвучили на студії Threebeep, inc.:
- Режисер звукозапису: Тім Варенко
- Директор запису голосів: Катерина Брайковська
- 2-ий директор запису голосів: Тереза Бухенстайн

| Актор                                          | Роль           |
| ---------------------------------------------- | -------------- |
| Деніел Джонсон (Daniel Johnson)                | Руслан         |
| Алісон Лей Розенфельд (Alyson Leigh Rosenfeld) | Людмила / Міла |
| Джейк Пейк (Jake Paque)                        | Ратмір         |

А також Abe Goldfarb, Andrew Watts, Dan Edwards, Billy Bob Thompson, Dawe Willis, Jason Griffith, Kate Bristol, Marc Thompson, Samara Naeymi, та Tom Wayland.

## Мова фільму
Як заявили автори стрічки, «Руслан і Людмила» знімався англійською мовою, а українською дублювався. За словами продюсера Єгора Олесова, для озвучування англійською залучили голлівудських зірок, а в Україні стрічку дублювали українською українські популярні актори. Для міжнародного ринку фільм отримав назву «Викрадена принцеса» (англ. The Stolen Princess).

## Дубляж українською
В українському дубляжі ролі дублювали:

| Актор                         | Роль                       |
| ----------------------------- | -------------------------- |
| Олексій Завгородній           | Руслан                     |
| Надя Дорофєєва                | Людмила / Міла             |
| Сергій Притула                | Нестор Печерський          |
| Юрій Горбунов                 | Кіт Вчений                 |
| Олег "Фагот" Михайлюта        | Фін                        |
| Євген Гашенко                 | Фарлаф                     |
| Єгор Крутоголов               | Рогдай                     |
| Олександр Бережок             | Ратмір                     |
| Дмитро Монатик                | Голова                     |
| Марія Єфросініна              | Наїна                      |
| Василь Вірастюк               | Бандит Зуб                 |
| Олександр Усик                | Бандит Шолом               |
| Пупсі Кіра                    | Кияночка Олеся             |
| Аревік Арзуманова             | Сфера                      |
| Микола Боклан                 | Володимир, князь Київський |
| Євген Малуха                  | Чорномор                   |
| Дмитро Гаврилов               | Хмиря                      |
| Олег Волощенко, Роман Луцький | Охоронці                   |
| Юрій Висоцький                | Дід                        |
| Олександр Погребняк           | Хом'як                     |
| Дмитро Зленко                 | Хлопчик                    |

А також Володимир Канівець, Дмитро Шапкін, Дмитро Тварковський, Сергій Кияшко, Петро Сова, Євгеній Сардаров, Вікторія Москаленко, Катерина Башкіна-Зленко, Юлія Лахманюк, Кристина Кісельова.

## Виробництво

### Розробка ідеї
30 січня 2013 року продюсер Єгор Олесов повідомив про розробку проєкту «Руслан і Людмила» за однойменною поемою-казкою Олександра Пушкіна. У вересні 2013 року прес-служба компанії FILM.UA Group заявила про початок виробництва фільму, а пізніше було презентовано головних героїв і синопсис «Руслана і Людмили», а сама стрічка була заявлена у 2D-анімації, але у 2015 концепція змінилася і творці вирішили створювати 3D-анімаційний фільм.
Характери персонажів допомогли розробити голлівудські консультанти.

### Кілька спроб пітчингу в Держкіно

Перший російський промо-постер до фільму з початковою назвою «Руслан і Людмила» (2014)

Кіностудія «Анімаград», що входить до групи кінокомпаній Film.UA, подавала проєкт анімаційного фільму під назвою «Руслан і Людмила» на Восьмий пітчинг Держкіно у березні 2016 року, але тоді Експертна комісія Держкіно відмовилася надати підтримку проєкту фільму, зокрема, й тому, що його планували створити за мотивами російської класичної поеми Олександра Пушкіна «Руслан і Людмила». Тож кіностудія «Анімаград» переробила кінопроєкт, подавши його знову на Дев'ятий пітчинг під назвою «Викрадена принцеса» — і, з новою концепцією, у вересні 2016 року здобула державну підтримку; повідомляючи про перемогу у Дев'ятому конкурсному відборі, Film.UA Group жодним чином не згадала про зв'язок фільму з поемою Олександра Пушкіна «Руслан і Людмила» й повідомила лише про те, що «„Викрадена принцеса“ — пригодницька історія кохання мандрівного актора та князівської доньки, яку викрадає злий чаклун. Казковий всесвіт мультфільму розроблено за мотивами історії та легенд Київської Русі». За результатами 9-го пітчингу Держкіно, стрічка отримала від Держкіно України ₴19,5 млн підтримки від загальної вартості виробництва фільму у ₴95,2 млн.

### Кошторис
Загальний кошторис фільму склав ₴95,2 млн, з них частка Держкіно України становила ₴19,5 млн від загальної вартості виробництва.

### Фільмування
У грудні 2015 року було завершено роботу над сценарієм та історією персонажів, проведені роботи над анімацією затверджених сцен.

## Реліз

### Міжнародний прокат

#### Попередній продаж міжнародних прав
«Викрадена принцеса» став першим проєктом лінійки кінотеатральних анімаційних прем'єр компанії Animagrad, серед яких також «Мавка. Лісова пісня» (2020), «Снігова республіка» (2021) та «Роксолана» (2022). За словами директора компанії, Animagrad планує випускати щорічно по одній повнометражній анімаційній картині, як в локальний український, так і в міжнародний прокат.
У лютому 2015 року на Європейському кіноринку Берлінського міжнародного кінофестивалю права на прокат фільму було продано в Ізраїль та Південну Корею, в травні 2016 року на кіноринку Marché du Film Каннського кінофестивалю — у Францію, франкомовні території, а також Болгарію, Іран та Польщу. 10 грудня 2016 року видання «The Hollywood Reporter» повідомило, що фільм після презентації місяцем раніше на Американському кіноринку був проданий в Китай, Німеччину, Австрію, Швейцарію, Литву, Латвію, Естонію, Північну Африку та на Близький Схід. Також було заявлено, що триває продаж у деякі інші території.
З 13 по 16 березня 2017 року в Гонконзі пройшов щорічний ринок кіно- і телеконтенту FILMART, на стенді FILM.UA Group були представлені проєкти анімаційної студії Animagrad, серед яких була і «Викрадена принцеса». У передостанній день ринку вперше в Азії відбувся скринінг сцен анімаційного фільму, запрошення на прем'єру опинилось на обкладинці видання The Hollywood Reporter, а сам скринінг пройшов успішно і отримав позитивний фідбек від учасників ринку. На початку квітня в Каннах відбувся MIPTV (Marché International des Programmes de Télévision) — один з найбільш важливих європейських ринків аудіовізуального контенту, на стенді української делегації був представлений й мультфільм «Викрадена принцеса». 19 і 23 травня 2017 року на найбільшому кіноринку Marche du Film в рамках 70 Канського кінофестивалю з великим успіхом пройшли ринкові скринінги мультфільму «Викрадена Принцеса», в результаті яких проєкт здобув безліч позитивних відгуків, і розпочалися переговори щодо продажу прав на показ мультфільму на нових територіях.
Загалом станом на початок 2018 року, права на кінопрокат анімаційного фільму «Викрадена принцеса» було попередньо продані на більш ніж на 50 територій по всьому світу, серед яких країни Європи (Польща, Болгарія, Німеччина, Швейцарія, Естонія, Латвія, Литва тощо) та Азії (Китай, Південна Корея тощо), Близького Сходу (ОАЕ, Ізраїль тощо).

#### Закордонні країни, де стрічка вийшла в кінопрокат
Відразу після українського релізу 7 березня 2018 року, розпочався міжнародний кінотеатральний прокат стрічки. Зокрема стрічка вийшла у Румунії 16 березня 2018 року і за перший румунський вікенд мультфільм зібрав $165 тис. у прокаті та посів друге місце румунського бокс-офісу. Стрічка також вийшла в кінотеатральний прокат в Туреччині (23 березня 2018), в Хорватії (5 квітня 2018), в Боснії і Герцеговини (5 квітня 2018), в Болгарії (6 квітня 2018), в Литві (6 квітня 2018) в Єгипті (11 квітня 2018), в ОАЕ (12 квітня 2018), в Кувейті (12 квітня 2018), в Лівані (12 квітня 2018), в Йорданії (12 квітня 2018), в Катарі (12 квітня 2018), в Омані (12 квітня 2018) та Бахрейні (12 квітня 2018), у В'єтнамі (13 квітня 2018), у Монголії (20 квітня 2018), Грузії (21 квітня 2018), Словаччині (10 травня 2018), Чехії (10 травня 2018), Польщі (22 червня 2018), Словенії (5 липня 2018), Угорщині (16 серпня 2018), Естонії (16 серпня 2018), Індії (24 серпня 2018), Чилі/Парагваї/Перу/Болівії (13 вересня 2018), Ізраїлі (20 вересня 2018), Мексиці (21 вересня 2018), Уругваї (4 жовтня 2018), Португалії (18 жовтня 2018), Колумбії (8 листопада 2018), Аргентині (6 грудня 2018), Китаї (18 січня 2019), Греції (7 лютого 2019), Південно-Африканській Республіці (17 травня 2019 року), в Росії (1 серпня 2019 року). та в Південній Кореї (12 серпня 2020 року).

##### Кінопрокат в Росії та в окупованих Росією Криму та Східній Україні
Кінопрокат в Росії, а також в окупованих Росією східних регіонах України та Криму, розпочався 1 серпня 2019 року; прокатник — Exponenta Film. Загалом фільм пробув у російському прокаті (включно з Кримом та окупованою частиною Східної України) 7 тижнів і зібрав $516 тис. Згодом українська компанія-виробник Animagrad/Film.ua стверджувала ніби вони не знали, що російський кінопрокатник Exponenta Film збирався показувати фільм також і в окупованих Криму і частині Східної України й попросила Exponenta Film зняти стрічку з прокату в Криму. На окупованих українських територіях стрічку демонстрували з російським дубляжем, а не з українським, як це було в Україні під час прокату 2018 року.

#### Закордонні країни, де стрічка вперше вийшла на ТБ чи Home video
У Франції стрічку вперше транслювали 20 травня 2018 року на французькому телеканалі Gulli; стрічка транслювалася у французькому дубляжі під назвою «Princesse Mila et le sorcier au cœur de pierre» («Принцеса Міла та чаклун із кам'яним серцем»). В англомовних країнах (США, Канаді, Австралії/Новій Зеландії) також став доступний вперше у серпні 2019 року для онлайн-перегляду на VOD-платформах Amazon Prime Video, iTunes, Google Play тощо; а згодом у січні 2020 року також і на AVOD-платформі Tubi.

### Кінопрокат в Україні

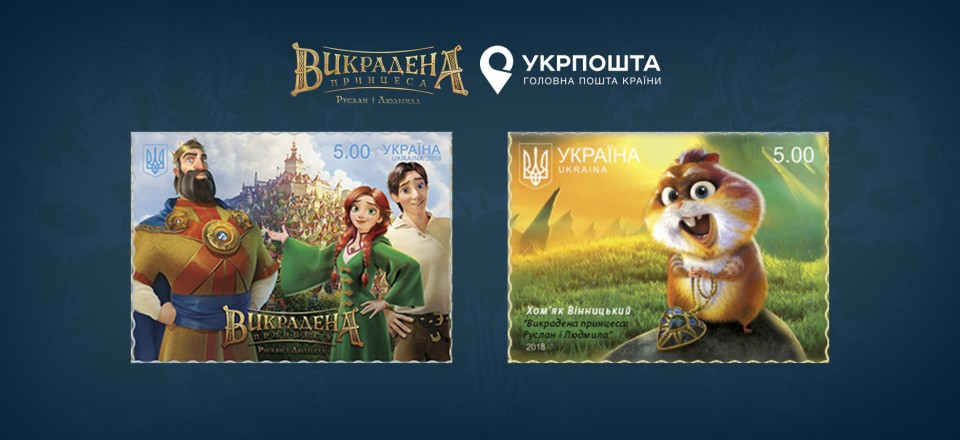
Поштові марки Укрпошти, 2018

Початкова назва фільму для українського прокату мала бути «Руслан і Людмила». Наприкінці грудня 2016 року було повідомлено, що стрічка змінить назву з «Руслан і Людмила» на «Викрадена принцеса» також і для українського прокату (до цього у лютому 2016 продюсери стрічки вже повідомляли що для міжнародного прокату вони збираються використовувати назву «Викрадена принцеса», а не «Руслан і Людмила») У жовтні 2017 стало відомо, що продюсери фільму знову змінили назву фільму для українського прокату на «Викрадена принцеса: Руслан і Людмила». Також стала відомою дата виходу в український прокат — 7 березня 2018 року.

#### Прем'єра на телебаченні та VOD в Україні
15 грудня 2015 року в рамках зимового кіноринку Одеського міжнародного кінофестивалю телеканал Новий канал придбав права на телевізійний показ стрічки. Телевізійна прем'єра фільму в Україні відбулася на телеканалі Новий канал 17 листопада 2018 року. Після прем'єри на українському телебаченні, наприкінці листопада 2018 року фільм також став доступний в Україні для онлайн-перегляду на VOD-платформі Megogo.net.

## Саундтрек
Головну пісню мультфільму під назвою «До зірок» виконав гурт Время и Стекло, що стало першою українськомовною піснею в їх кар'єрі. 14 лютого було презентовано кліп на цю пісню. Автором українського тексту пісні є Олександра Рубан, аранжування до композиції створив клавішник гурту «Океан Ельзи» Милош Єлич, а вже інструментальну частину виконали музиканти оркестру «Віртуози Києва». Фінальну пісню «Ти любов моя» до мультфільму виконала Джамала.
| Список пісень | Список пісень               | Список пісень    | Список пісень           | Список пісень |
| #             | Назва                       | Автор слів       | Автор музики            | Тривалість    |
| ------------- | --------------------------- | ---------------- | ----------------------- | ------------- |
| 1.            | «До зірок» (Врємя і стєкло) | Олександра Рубан | Рафаель Лейк, Ерон Леві | 3:13          |
| 2.            | «Ти любов моя» (Jamala)     | Олександра Рубан | Роббі Невіл             | 4:05          |

## Касові збори

### В Україні
За перший вікенд стрічка в Україні зібрала ₴21,0 мільйон гривень ($0.8 млн). За другий вікенд стрічка в Україні зібрала вже суму у 29,8 мільйонів гривень ($1 млн). Загалом стрічка протрималася в українському кінопрокаті п'ять вікендів та зібрала ₴35,7 мільйона гривень ($1.4 млн) та стала одним з лідерів кінопрокату серед фільмів українського виробництва.

### За кордоном
В решті країн світу (включно з окупованими Росією Кримським, Луганським та Донецькими регіонами України) стрічка зібрала $6.90 млн.

## Відгуки
Фільм отримав змішані відгуки. Оглядачі відзначали відсутність українського колориту та мавпування голівудських зразків, недоречну прив'язку до сучасних реалій з відсутністю харизми окремих персонажів. На противагу цьому, рецензенти відзначили високий рівень анімації, вдалі жарти та наявність тем цікавих як дорослим, так і дітям.

## Нагороди
У 2018 році мультфільм отримав перемогу у номінації «Найкращий фільм» на шостому Міжнародному кінофестивалю Ричарда Гарріса, який проводиться у місті Лімерік, Ірландія.